# Frant Gwo
Pour les articles homonymes, voir Gwo.
Dans ce nom chinois, le nom de famille, Guo, précède le nom personnel Fan.
Frant Gwo (né le 15 décembre 1980), prénom et nom occidentaux de Guo Fan (en chinois : 郭帆 ; pinyin : Guō Fān ; API : /kwó fán/), est un réalisateur chinois. Gwo est surtout connu pour avoir réalisé la superproduction The Wandering Earth (2019).

## Biographie
Originaire du Shandong, Gwo est scolarisé au collège no 13 de Jining puis au lycée n°1 de la même ville, avant d'entrer à l'université de Hainan (en) en 1999 pour étudier le droit. Mais au lieu de suivre une carrière juridique, il commence à travailler pour l'émission de télévision Asian Music Center sur China Travel Television en 2003. Il travaille ensuite pour Republic Culture Media Ltd. à Pékin. À partir de 2001, il fait également du manhua et du graphisme.
En 2009, il entre à l'université de cinéma de Pékin pour étudier la réalisation. L'année suivante, il commence son premier film, The Adventures of Li Xianji (李献计历险记), qui sort en salles en 2011. En 2014, il réalise son second film, Mon vieux camarade de classe. C'est un succès important au box-office national, récoltant 470 millions de yuans en Chine et remportant de nombreux prix, dont le prix spécial du comité au 21e Festival du film étudiant de Pékin (en),.
En 2016, Gwo est choisi pour réaliser The Wandering Earth, la première superproduction chinoise de science-fiction, basée sur une nouvelle de Liu Cixin, écrivain récipiendaire du Prix Hugo. Le film est distribué en Chine par China Film Group Corporation et sort en salles le 5 février 2019, le jour du Nouvel An chinois. Il connait un succès très important et récolte 2 milliards de yuans (294,7 millions $) au cours de la semaine du Nouvel An. Au 17 février, il atteint les 600 millions $ de recettes, très largement en Chine, et devient le second plus gros succès du box-office en Chine continentale de tous les temps.

## Filmographie
- 2011 : The Adventures of Li Xianji
- 2014 : Mon vieux camarade de classe
- 2019 : The Wandering Earth
- 2020 : The Sacrifice (en)
- 2023 : The Wandering Earth 2